# Покровский сельсовет (Благовещенский район)
Покровский сельсовет — муниципальное образование в Благовещенском районе Башкортостана.

## История
Согласно «Закону о границах, статусе и административных центрах муниципальных образований в Республике Башкортостан» имеет статус сельского поселения.

## Население
| 2002 | 2009 | 2010 | 2012 | 2013 | 2014 | 2015 |
| ---- | ---- | ---- | ---- | ---- | ---- | ---- |
| 612  | ↗616 | ↘576 | ↘573 | ↗574 | ↗577 | ↘568 |
| 2016 | 2017 |      |      |      |      |      |
| ↗581 | ↘575 |      |      |      |      |      |

## Состав сельского поселения
| № | Населённый пункт | Тип населённого пункта       | Население |
| - | ---------------- | ---------------------------- | --------- |
| 1 | Покровка         | село, административный центр | ↘455      |
| 2 | Сологубовка      | деревня                      | ↘62       |
| 3 | Казанка          | деревня                      | ↘40       |
| 4 | Ключи            | деревня                      | ↘9        |
| 5 | Дачная           | деревня                      | ↗5        |
| 6 | Евграфовка       | деревня                      | →5        |